# An Omen
An Omen é o segundo extended play (EP) da banda estadunidense How to Destroy Angel. Foi lançado em 13 de novembro de 2012 através da Columbia Records.

## Lista de faixas
| N.º | Título                                  | Duração |  |
| 1.  | "Keep It Together"                      | 4:29    |  |
| 2.  | "Ice Age"                               | 7:00    |  |
| 3.  | "On the Wing"                           | 4:54    |  |
| 4.  | "The Sleep of Reason Produces Monsters" | 4:25    |  |
| 5.  | "The Loop Closes"                       | 4:48    |  |
| 6.  | "Speaking in Tongues"                   | 6:59    |  |

## Desempenho nas tabelas musicais

### Posições
| Tabela musical (2012)                    | Melhor posição |
| ---------------------------------------- | -------------- |
| Estados Unidos - Billboard 200           | 42             |
| Estados Unidos - Dance/Electronic Albums | 1              |